# Trigana Air Service
Trigana Air Service ist eine indonesische Fluggesellschaft mit Sitz in Jakarta und Basis auf dem Flughafen Soekarno-Hatta.

## Flugziele
Trigana Air Service fliegt von Jakarta nationale Ziele in Indonesien an.

## Flotte
Mit Stand Juli 2022 besteht die Flotte der Trigana Air Service aus 18 Flugzeugen mit einem Durchschnittsalter von 30,2 Jahren:
| Flugzeugtyp     | aktiv | bestellt | Anmerkungen     | Sitzplätze | Durchschnittsalter (November 2021) |
| --------------- | ----- | -------- | --------------- | ---------- | ---------------------------------- |
| ATR 42-300      | 06    |          | zwei inaktiv    | 50         | 29,4 Jahre                         |
| ATR 72-200      | 02    |          |                 | 70         | 24,3 Jahre                         |
| Boeing 737-300  | 04    |          |                 | 148        | 32,7 Jahre                         |
| Boeing 737-300  | 04    |          | Frachtflugzeuge | –          | 32,7 Jahre                         |
| Boeing 737-500  | 01    |          |                 | 168        | 30,2 Jahre                         |
| Dornier 328-100 | 01    |          |                 | 30–33      | 27,2 Jahre                         |
| Gesamt          | 18    | –        |                 |            | 30,2 Jahre                         |

## Zwischenfälle
Wegen Zweifeln an der indonesischen Flugaufsicht verhängte die Europäische Kommission zeitweise über alle Fluggesellschaften aus Indonesien ein Betriebsverbot in der Europäischen Union. Davon war auch Trigana Air Service betroffen. Auszüge von deren Zwischenfällen:
- Am 4. November 1994 wurde eine de Havilland Canada DHC-6-100 Twin Otter der Trigana Air Service (Luftfahrzeugkennzeichen PK-YNM) nahe dem Flughafen Nabire (Indonesien) während des Reiseflugs in 7050 Fuß (2150 Metern) Höhe gegen die Kammlinie zwischen zwei Bergen geflogen. An der westlichen Seite der Kammlinie waren zahlreiche Wolken vorhanden. Durch diesen CFIT (Controlled flight into terrain) wurden alle 4 Insassen getötet, beide Besatzungsmitglieder und 2 Passagiere.[2]

- Am 17. Juli 1997 verunglückte eine Fokker F-27-600 der indonesischen Sempati Air Transport, gemietet von Trigana Air Service (PK-YPM) auf dem Flug nach Jakarta nahe dem Startflughafen Bandung, Indonesien etwa 12 Kilometer nach dem Start. Dabei starben 28 Menschen, 22 überlebten.[3]

- Am 21. April 2002 wurde eine An-72 der estnischen Fluggesellschaft Enimex (Luftfahrzeugkennzeichen ES-NOP) bei einer sehr harten Landung auf dem Flughafen Wamena in der indonesischen Provinz Papua beschädigt, woraufhin aufgrund von Hydraulikleckagen ein kleineres Feuer ausbrach. Das einzige Fahrzeug der Flughafenfeuerwehr konnte nicht angelassen werden, da die Batterie leer war. Daraufhin rannten einige Feuerwehrleute mit Handfeuerlöschern zum Flugzeug. Nach 20 Minuten war die Batterie des Löschfahrzeugs soweit aufgeladen, dass der Motor gestartet werden und man zum brennenden Flugzeug fahren konnte. Die Maschine – im Auftrag von Trigana Air Service unterwegs – war jedoch irreparabel beschädigt. Die einzigen Insassen, vier Besatzungsmitglieder, blieben unverletzt.[4]

- Am 25. Mai 2002 wurde eine de Havilland Canada DHC-6-300 Twin Otter der Trigana Air Service (PK-YPZ) 50 Kilometer vom Flughafen Nabire (Indonesien) entfernt bei kräftigem Regen ins Gelände geflogen. Bei diesem CFIT (Controlled flight into terrain) wurden alle 6 Insassen getötet, beide Besatzungsmitglieder und 4 Passagiere.[5]

- Am 17. November 2006 wurde eine de Havilland Canada DHC-6-300 Twin Otter der Trigana Air Service (PK-YPY) in einer Höhe von 3180 Metern gegen den Berg Puncak Jaya (Indonesien) geflogen, 48 Kilometer vom Ziel entfernt, dem Flugplatz Ilaga. Das Wrack wurde am nächsten Tag gefunden. Durch diesen CFIT (Controlled flight into terrain) wurden alle 12 Insassen getötet, drei Besatzungsmitglieder und 9 Passagiere.[6]

- Am 11. Februar 2010 führten die Piloten einer ATR 42 der Trigana Air Service eine Notlandung in einem Reisfeld etwa 30 km vom Sultan Aji Muhamad Sulaiman Airport durch, nachdem nacheinander beide Triebwerke Leistung verloren hatten. Zwei Passagiere erlitten Beinbrüche.[7]

- Am 16. August 2015 wurde eine ATR 42-300 der Trigana Air Service (PK-YRN) auf einem Inlandsflug von Jayapura nach Oksibil in der indonesischen Provinz Papua in einen Berg geflogen. Keiner der 54 Insassen überlebte diesen Controlled flight into terrain (CFIT) (siehe auch Trigana-Air-Service-Flug 267).[8]

- Am 13. September 2016 verunglückte eine Boeing 737-347F (PK-YSY) mit drei Mann Besatzung bei der Landung am Flughafen Wamena. Das Frachtflugzeug musste abgeschrieben werden.[9]

- Am 31. Oktober 2016 verunglückte eine de Havilland Canada DHC-4 (PK-SWW), welche die Verwaltung des Regierungsbezirkes Puncak von Trigana Air Service gemietet hatte, mit vier Besatzungsmitgliedern an Bord unterwegs vom Flughafen Mozes Kilangin zum Flugplatz Ilaga. Die Überreste der DHC-4 wurden am nächsten rund zwölf km südlich vom Flughafen Ilaga auf einer Höhe von 3650 Metern über Meer gefunden. Niemand überlebte den Zwischenfall.[10]

- Am 20. März 2021 kam es bei einer Boeing 737-400 (PK-YSF) beim Abflug vom internationalen Flughafen Halim Perdanakusuma zum Ausfall des Triebwerks Nummer 2 (rechts). Bei dem Versuch, eine Notlandung durchzuführen, verließ das Flugzeug seitlich die Landebahn, das Fahrwerk brach teilweise zusammen. Die Maschine wurde irreparabel beschädigt. Alle vier Insassen des Frachtflugs überlebten den Zwischenfall.[11][12]

- Am 9. September 2024 gierte eine ATR 42-300 der Trigana Air Service (PK-YSP) bei einem Startabbruch auf dem Flughafen Serui (Papua, Indonesien) nach links und kam von der Startbahn 28 ab. Die Maschine rollte etwa 20 Meter auf unwegsamem Gelände weiter, wobei das linke Hauptfahrwerk zusammenbrach. Sie kam etwa 1200 Meter hinter dem Startbahnanfang zum Stillstand. Alle 48 Insassen, sechs Besatzungsmitglieder und 42 Passagiere, überlebten den Unfall. Ob das 26 Jahre alte Flugzeug zum Totalschaden wurde, ist noch nicht bekannt.[13][14][15]